# Княгинівка
Княгинівка – селище в Україні, в Хрустальненській міській громаді Ровеньківського району Луганської області.
Через селище протікають дві річки — Міус та Хрустальна.

## Інфраструктура
Станом на 2012 рік на базі клубу працюють гуртки танців, вокального співу та декоративно-прикладного мистецтва. Біля клубу встановлено дитячий майданчик. Функціонують медпункт та відділення зв'язку.
Питна вода до Княгинівки цілодобово подається з Яновської водойми, однак через зношеність труб виникають певні проблеми.

## Вулиці
У селищі 19 вулиць. Здебільшого названі на честь діячів колишнього СРСР: Калініна, Крупської, Кірова та на честь видатних історичних діячів. Вулиця Степана Разіна названа на честь ватажка повстання проти політичного царизму козака Степана Разіна. 